# فيكتور فيغيروا
فيكتور فيغيروا (بالإسبانية: Víctor Figueroa)‏ هو متسابق بياثل أرجنتيني، ولد في 1956 في مندوزا في الأرجنتين.

## وصلات خارجية
- فيكتور فيغيروا على موقع أوليمبيديا (الإنجليزية)